# La Galipote
La Galipote était un journal « d'information critique » auvergnat, trimestriel ainsi qu'une maison d'édition Les Éditions La Galipote, co-fondé en 1979 par un groupe d'amis.
Le 6 mars 2025, le tribunal de Clermont-Ferrand prononce la liquidation judiciaire de l'association. Le numéro 149 fut donc le dernier numéro du journal.

## Le Journal
Le journal La Galipote était édité par l'Association pour une Culture Auvergnate Populaire (ACAP),.
En 2018, il était diffusé dans 600 points de vente à travers l'Auvergne et son tirage moyen s'établit autour des 5 500 exemplaires. Tirant son nom d'une créature légendaire, la ganipote, il est illustré de dessins, caricatures...
Indépendant de tout groupe de presse, le journal était financé par ses lecteurs et la vente de livres, il ne comportait pas de publicité.
L'ACAP assurait la diffusion de La Galipote principalement a travers l'Auvergne.
Plusieurs dizaines de collaborateurs bénévoles et cinq salariés travaillaient à sa réalisation chaque trimestre. Son siège social était à Vertaizon (Puy-de-Dôme).

## La Maison d'édition
Dans les années 80, l'ACAP décida de diversifier ses activités en créant la maison d'édition Éditions La Galipote. En 2024, 15 livres ont été édités.
Possédant le matériel nécessaire à son indépendance pour la fabrication (impression et façonnage) du journal, les livres sont également fabriqués de manière artisanale par les salariés de l'association.